# Der Hase und der Fuchs (lettisches Märchen)
Der Hase und der Fuchs ist ein Tiermärchen (AT 43 + 103), das im lettischen und russischen Sprachraum bekannt ist.

## Handlung
Die Nachbarn Hase und Fuchs haben jeweils eine Hütte, der Hase eine aus Holz und der Fuchs eine aus Eis. Als es Frühling wird, taut die Eishütte des Fuchses, also besetzt dieser die Holzhütte des Hasen und schmeißt diesen kurzerhand hinaus. Der weinende Hase trifft daraufhin auf den Wolf, der dem Hasen helfen will. An der Holzhütte angelangt, schreit der Fuchs aber so furchtbare Worte, dass der Wolf die Flucht ergreift. Mit dem Bären läuft es nicht anders. Der darauffolgende Hahn jedoch ruft zurück, dass nun ein Soldat mit Speeren und Säbeln da sei, und droht mit Krieg, woraufhin der Fuchs Reißaus nimmt. Hase und Hahn lebten von da an zusammen in der Holzhütte und gelangten zu großem Reichtum.

## Hintergrund
Diese lettische Version aus Ojārs Ambainis Werk Lettische Volksmärchen stammt aus unveröffentlichtem Material aus dem Bestand der Sektion Folklore des A.-Upītis-Instituts für Sprache und Literatur bei der Akademie der Wissenschaften der Lettischen SSR. Sie wurde im Kreis Valmiera aufgezeichnet und erhielt im Deutschen den Titel Der Hase und der Fuchs. In dem Werk Lettische Märchen und Sagen, Nach Ansis Lerhis-Puškaitis und anderen Quellen zusammengestellt und redigiert von Prof. P. Šmits (Riga 1925–1937, 15 Bände) sind zwei Varianten des Märchens hinterlegt, bei Alma Mednes Lettische Tiermärchen (Riga 1940) derer sogar 9.
In der russischen Version von Alexander Nikolajewitsch Afanassjew hat der Hase eine Hütte aus Baumrinde und es sind Hunde, ein Bär sowie ein Ochse, die Reißaus nehmen. Der Hahn erschlägt den Fuchs schließlich mit einer Sense. Aufgezeichnet wurde diese Version im 19. Jh. von N. Bodrow im Kreis Perejaslawl-Salesski. Im Deutschen wurde sie unter den Titeln Fuchs, Hase und Hahn und Der Fuchs, der Hase und der Hahn veröffentlicht. An Stelle des Fuchses kann auch eine Ziege auftreten.